# Goarmbichl
Koordinaten: 47° 14′ 8,3″ N, 11° 24′ 18,6″ O

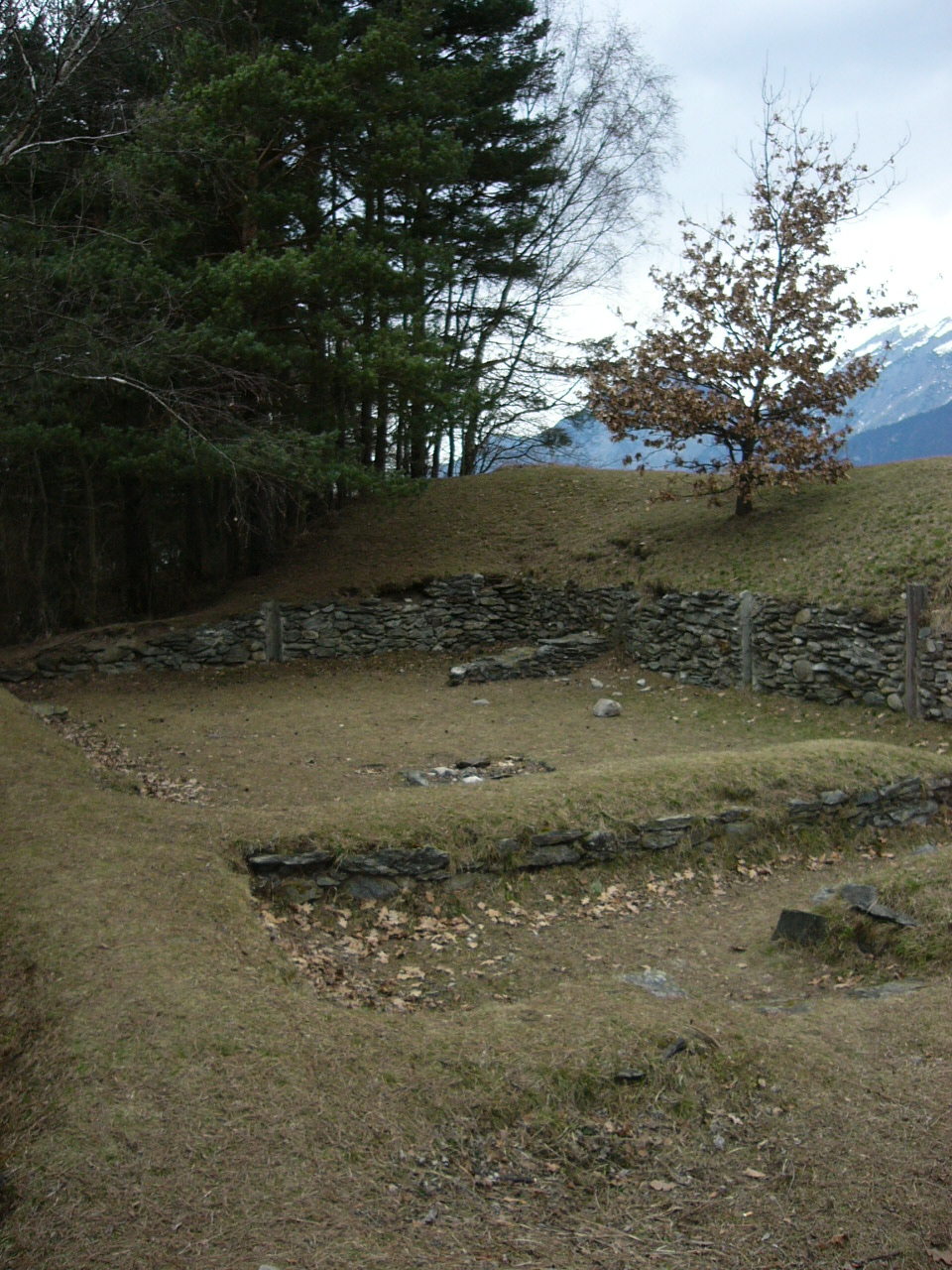
Die präparierten Grundmauern eines Latènezeitlichen Gebäudes

Der Goarmbichl (auch: Goarmbichel, von obd. Bichel/Bühel ‚Hügel‘) ist eine kleine Kuppe südlich von Innsbruck. Mit dem Namen Goarmbichl wird auch eine vorgeschichtliche Fundstätte auf diesem Hügel bezeichnet.

## Lage

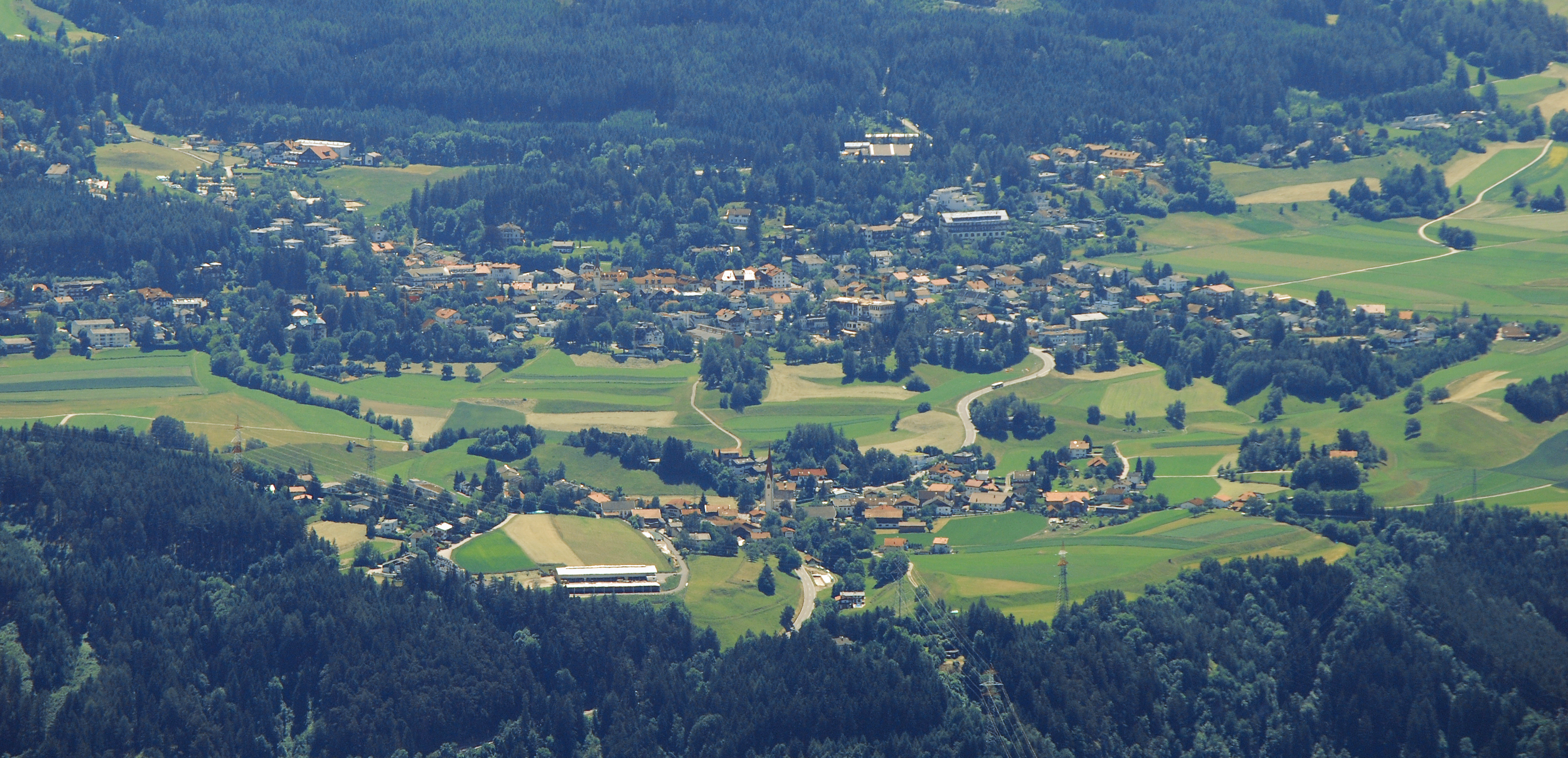
Siedlungslage am Patscherkofel-Fuß von Nordwesten: vorne Vill, dahinter Igls, links des Orts der Goarmbichl, vorne links der Lanser Kopf

Der Goarmbichl liegt am Fußplateau des Patscherkofel, östlich des Innsbrucker Ortsteils Vill und nördlich des Ramsbaches (Viller Bach). Das Becken ist ein nacheiszeitlicher Toteistrog, der hier vom Viller Moor (einem ehemaligen See) ostwärts zum Lanser See und Mühlsee mehrere Toteisseen zeigt.

## Grabungsgeschichte und Erhaltung
Erste Grabungen wurden 1939/42 von H. Miltner getätigt, die Fundstelle dann aber sich selbst überlassen. Eines der Gebäude liegt auf Grund der Stadt, das andere auf Privatgrund. Auf Betreiben des Bundesdenkmalamtes und des Innsbrucker Stadtarchivs unter der Leitung von Franz-Heinz Hye, und der Unterstützung des ZONTA-Clubs konnte die Anlage in den 1970ern teilweise saniert werden. 2006 wurde vom  Innsbrucker Verschönerungsverein eine neuerliche Instandsetzung vorgenommen, und ein Teil der Anlage als kleines Freilichtmuseum gestaltet. Die Fundstätte steht seit 2021 unter Denkmalschutz Listeneintrag.

## Funde und Einordnung
Die Fundstelle Goarmbichl gehört zu den bedeutendsten vor-römischen Nachweisen im Innsbrucker Becken. Es handelt sich um eine Kuppensiedlung der La-Tène-Zeit, die also auf etwa 400 bis 150 v. Chr. datiert werden kann, und eine Niederlassung der Alpenkelten darstellt. Sie gehört als Randlage zu den bedeutenden Ansiedlungen am Goldbichl.
Erhalten haben sich die Grundmauern zweier Wohnhäuser eines Großgehöftes. Die Ansiedlung dürfte sich seinerzeit nur wenige Meter über dem Spiegel des Viller Sees befunden haben.
Die Gebäude zeigen einen charakteristischen Grundriss, mit einem abgewinkelten
schmalen, länglichen Flur und einem vergleichsweise weiträumigen
Haupt- oder Wohnraum.
Das Anwesen kann sicher in die Fritzens-Sanzeno-Kultur gestellt werden, deren Leitfund bei Fritzens nahe Wattens liegt und die den Rätern zugeordnet wird. Eine Fritzener Schale mit Tannenreismuster wurde hier gefunden. Es dürfte sich wohl um Breonen handeln. Aufgegeben wurde die Siedlung wohl zwischen 100 und 15 v. Chr., als die Römer den Alpenraum eroberten.
Gefunden wurde hier auch das Viller Bronzerädchen, ein feines Artefakt, das auch das Stadtteilwappen von Vill ziert.